# Andreas Felder
Andreas Felder, avstrijski smučarski skakalec, * 6. marec 1962,  Hall, Tirolska, Avstrija.  
V 80. in na začetku 90. let je skupaj z Mattijem Nykänenom in  Jensom Weissflogom dominiral v smučarskih skokih. 
V svetovnem pokalu je bil v skupni razvrstitvi petkrat med najboljšimi petimi, meddrugim tudi drugi v sezoni 1984/85. Svojo prvo mednarodno prvenstveno medaljo je osvojil na prvenstvu v Oslu leta 1982, ko je osvojil ekipno srebro na veliki  skakalnici.
Njegova prelomna sezona je bila 1984/85. Na tekmi v kanadskem Thunder Bayu je osvojil svojo prvo zmago. Sledilo jih je še šest, sezono je končal le za Nykänenom. Na svetovnem prvenstvu v Seefeldu leta  1985 je osvojil posamično in ekipno srebrni medalji na mali in veliki skakalnici. Leta 1986 je postal svetovni prvak v poletih na Kulmu, leto kasneje pa še svetovni prvak na veliki napravi ter bronast z ekipo na prvenstvu v Oberstdorfu. 
V sezoni 1990/91 je edinokrat osvojil svetovni pokal. Na prvenstvu v Predazzu pa je bil ekipno zlat. Na olimpijskih igrah v Albertvillu leta 1992 je bil z ekipo zlat na veliki napravi.
Felder je kariero zaključil z zmago na poletih v Planici na koncu sezone 1991/92.
Od leta 1995 do 1997 je bil glavni trener avstrijske skakalne ekipe, nato do 1999 pomočnik glavnega trenerja nemške ekipe. Od leta 2000 dela kot trener v nordijski kombinaciji. 

## Dosežki

### Zmage
Felder je v svetovnem pokalu dosegel 25 zmag:
| Sezona  | Država/Prizorišče        |
| ------- | ------------------------ |
| 1984/85 | Thunder Bay              |
| 1984/85 | Lake Placid              |
| 1984/85 | Lake Placid              |
| 1984/85 | Lahti                    |
| 1984/85 | Falun                    |
| 1985/86 | Vikersund                |
| 1985/86 | Vikersund                |
| 1985/86 | Engelberg                |
| 1986/87 | Planica                  |
| 1986/87 | Oslo                     |
| 1989/90 | Lahti                    |
| 1989/90 | Örnsköldsvik             |
| 1989/90 | Raufoss                  |
| 1990/91 | Lake Placid              |
| 1990/91 | Thunder Bay              |
| 1990/91 | Thunder Bay              |
| 1990/91 | Garmisch - Partenkirchen |
| 1990/91 | Bischofshofen            |
| 1990/91 | Lahti                    |
| 1990/91 | Lahti                    |
| 1991/92 | Garmisch - Partenkirchen |
| 1991/92 | Innsbruck                |
| 1991/92 | St. Moritz               |
| 1991/92 | Engleberg                |
| 1991/92 | Planica                  |